# Enrico Festa
Pour les articles homonymes, voir Festa (homonymie).
Enrico Luigi Festa (Moncalieri, 11 août 1868 – Moncalieri, 30 septembre 1939) est un naturaliste italien.
Lors de ses nombreux voyages à but scientifique, qui l'ont conduit entre autres à Rhodes (alors colonie italienne avec tout le Dodécanèse), la Libye (idem), en Sardaigne et en Équateur, Festa a décrit et catalogué de nombreux animaux, parmi les insectes et les poissons en particulier.
En son honneur ont été attribués les noms scientifiques de 
- Cichlasoma festae à une espèce de poissons sud-américaine du genre Cichlasoma ;
- Lepidoblepharis festae à une espèce de geckos de la famille des Sphaerodactylidae[1] ;
- Erythrolamprus festae à une espèce de serpents de la famille des Dipsadidae[1] ;
- Ptychoglossus festae à une espèce de sauriens de la famille des Gymnophthalmidae[1] ;
- Alopoglossus festae à  espèce de sauriens de la famille des Gymnophthalmidae[1] ;
- Anolis festae à une espèce de sauriens de la famille des Dactyloidae[1] ;
- Stenocercus festae à une espèce de sauriens de la famille des Tropiduridae[1] ;
- Pristimantis festae à une espèce d'amphibiens de la famille des Craugastoridae ;
- Rhinella festae à une espèce d'amphibiens de la famille des Bufonidae ;
- Osteocephalus festae à une espèce d'amphibiens de la famille des Hylidae ;
- Ananteris festae à une espèce de scorpions de la famille des Buthidae ;
- Tityus festae à une espèce de scorpions de la famille des Buthidae.